# Gerhard Leibholz
Gerhard Leibholz (Berlín, 15 de noviembre de 1901 - Gotinga, 19 de febrero de 1982) fue un jurista judío alemán que se desempeñó como magistrado en el Tribunal Constitucional de Alemania entre los años 1951 y 1971. 

## Biografía
Leibholz nació en Berlín dentro de una adinerada familia de origen judío, aunque fue educado conforme al cristianismo protestante. Tras prestar brevemente servicio militar por unos meses en 1919 apenas acabada la Primera Guerra Mundial, a los 19 años se graduó en filosofía en la Universidad de Gotinga con una tesis sobre el poeta Johann Gottlieb Fichte, y en 1925 allí mismo se graduó de abogado con otra tesis sobre el concepto de igualdad ante la ley. Ya entonces Leibholz consideraba la igualdad legal como una defensa contra las arbitrariedades de la autoridad, conceptos que afianzó con el estudio en 1928 del derecho constitucional en la Italia fascista, antes de publicar al año siguiente su obra "Das Wesen der Repräsentation". 
En 1931 Leibholz obtuvo una plaza de docente en la Universidad de Greifswald y fue llamado también para ocupar una plaza en la Universidad de Göttingen. El ascenso del nazismo al poder en 1933 causó dificultades a Leibholz por su condición étnica de judío. Así, en virtud de las Leyes de Núremberg, debió abandonar el ejercicio de la docencia en 1935, pero tres años después emigraría a Gran Bretaña con sus dos hijas y su esposa Sabine Bonhoeffer (hermana del teólogo antinazi Dietrich Bonhoeffer, amigo suyo por mucho tiempo). 
En suelo británico, Leibholz pudo dictar conferencias en la Universidad de Oxford pero vio interrumpida su ascendente carrera jurídica como especialista en derecho constitucional y llegó incluso a ser internado como «extranjero enemigo» por unos meses en 1940. Tras este episodio, logró trabajar como consultor del obispo anglicano George Bell, también amigo de Dietrich Bonhoeffer y aliado de la resistencia antinazi en Alemania.
En 1942, como una "figura de influencia" en la Wehrmacht asistió a Werner Heisenberg a obtenir exenciones del servicio militar para Paul Harteck and Carl Friedrich von Weizsäcker, dos miembros clave del Proyecto Uranio.
Tras la guerra, Leibholz volvió en 1947 a la Universidad de Gotinga y luego fue designado juez miembro del Tribunal Constitucional de Alemania. Allí, Leibholz desarrolló con mayor amplitud sus planteamientos sobre la necesidad de la igualdad jurídica, aplicándolos a la jurisprudencia del Tribunal. También desarrolló el concepto de «estado de partidos», en que se considera a los partidos políticos como órganos casi estatales que reciben financiamiento del Estado mismo, y que deben actuar dentro de los límites impuestos por la constitución del estado en que operan.

Leibholz considera que en el Estado de Partidos la representación del ciudadano ha sido superada por el concepto de identificación con los partidos, lográndose la integración de la nación en el Estado. 
La voluntad de la mayoría de partidos se identifica con la voluntad general del pueblo sin mezcla de elementos de representación. Esta es la doctrina oficial constitucionaria de la integración del pueblo en las repúblicas europeas. Todos los crímenes y corrupciones de los partidos estatales son pues crímenes y corrupciones del pueblo que los vota. No porque éste se considere representado por ellos, sino porque tiene el sentimiento identitario de identificarse con ellos. (Gerhard Leibholz - Los problemas estructurales de la democracia moderna, 1958)
Leibholz aspiraba, con sus ideas, a evitar que la democracia representativa fuera destruida por partidos políticos de tipo autoritario, evitando que en la Alemania de posguerra se repitiera la experiencia de la República de Weimar, manteniendo a los partidos políticos dentro de unos firmes límites legales. En la década de 1950, sus concepciones legitimaron la prohibición expresa de constituir movimientos políticos de ideología nazi o comunista en la República Federal de Alemania.
Tras cesar en su cargo de magistrado, Leibhoilz continuó dedicado a la docencia universitaria, muriendo en Göttingen en 1982.

## Obras
- Spruce y la idea democrática. Una contribución a la teoría del Estado. Friburgo (1921)
- La resolución de la democracia liberal en Alemania y la imagen de estado autoritario (1933)
- Postura del derecho constitucional y la organización interna de los partidos (1951)
- Los problemas estructurales de la democracia moderna (1958)
- Igualdad ante la ley: un estudio de derecho comparado y filosofía del derecho en base (1959)
- La naturaleza de la representación y el cambio de forma de la democracia en el siglo XX (1966)
- Constitución Política del Estado - Derecho constitucional (1973)